# Hansel Zapata
Hansel Orlando Zapata Zape (Puerto Tejada, 11 febbraio 1995) è un calciatore colombiano, centrocampista del Kazma.

## Carriera
Dopo aver giocato nella Primera B con la maglia dell'Unión Magdalena, passa nella massima serie colombiana nel 2017 vestendo dapprima la maglia dell'Once Caldad, poi de La Equidad e del Millonarios, totalizzando oltre cento presenze nella Primera A colombiana. Il 29 giugno del 2021 viene ufficializzato il suo passaggio alla formazione moldava dello Sheriff Tiraspol. Il 6 settembre dello stesso anno viene ufficializzato, con la formula del prestito secco, tra le file del Slaven Belupo. L'11 settembre fa il suo debutto con i Farmaceuti subentrando al posto di Nedim Hadžić nella partita di campionato persa 2-1 in casa del Rijeka. Undici giorni dopo segna la sua prima rete con la nuova casacca in occasione dei sedicesimi di finale di Coppa di Croazia vinti per 2-0 ai danni del Karlovac.